# Girolamo Cavazzoni
Girolamo Cavazzoni, detto Girolamo da Urbino e, più raramente, Girolamo da Bologna (... – dopo il 1577), è stato un compositore e musicista italiano.

## Biografia
Figlio di Marco Antonio Cavazzoni, anch'egli compositore, di lui si sa estremamente poco. Secondo la sua dedica a Pietro Bembo, riportata nel Libro primo (1542), venne alla luce mentre il padre era al servizio dello stesso cardinale; in base alla biografia di quest'ultimo, potrebbe essere nato tanto a Urbino (tra il 1506 e il 1512) quanto a Roma (dal 1513 al 1521).
Difficile identificarlo con un Hieronimo che fu organista del duomo di Mantova tra il 1521 e il 1556. Sappiamo però che visse in quella città almeno dal 1565, in qualità di organista della basilica ducale di Santa Barbara. In quell'anno inviò due lettere al duca Guglielmo Gonzaga, in merito a Graziadio Antegnati che attendeva alla costruzione dell'organo della stessa chiesa, e sembra essere in rapporti assai stretti con il sovrano. Cinque anni più tardi all'Antegnati subentrava il figlio Costanzo che divenne allievo del Cavazzoni.
L'ultima notizia sul suo conto ci è fornita nel 1577 dal musicista cremonese Camillo Maineri, che lo menziona in una lista di organisti delle città vicine: Hieronymo da Urbino risulta il più pagato, con uno stipendio 80 scudi annui.
Cavazzoni è ricordato per i due libri d'intavolatura d'organo: Intavolatura cioe Recercari Canzoni Himni Magnificati... Libro Primo (Venezia, 1543), dedicato al cardinal Bembo e contenente quattro ricercari, due canzoni, quattro inni (Christe Redemptor omnium, AdcoenaniAgni providi, Lucis Creator optime, Ave maris Stella) e due Magnificat; il secondo libro si intitola Intabulatura d'organo, cioe Misse Himni Magnificat... Libro Secondo, pubblicato poco dopo e dedicato al cardinale, arcivescovo di Ravenna, Benedetto Accolti, comprendente tre messe (Missa Apostolorum, Missa Dominicalis, Missa de Beata Virgine, otto inni (Veni Creator, Exultet coelum laudibus, Pange lingua, Iste confessor, Iesu nostra redemptio, Iesu corona virginum, Deus tuorum militum, Hostis Herodes impie) e due Magnificat.
Secondo le ricerche storiche del Riemann, Cavazzoni fu un precursore nella scrittura in intavolatura, quindi in sistemi a più righe, sei o sette per la precisione. Per il Tagliapietra, invece, le maggiori qualità del compositore si possono attribuire al suo approfondimento della struttura del "Ricercare" e nella insistita espressività contrappuntistica.
Queste sue peculiarità lo hanno inserito di diritto nel novero dei più importanti musicisti del primo Cinquecento.

## Opere
- Intavolatura cioe recercari, canzoni, himni, magnificat [...] libro primo (Venezia, 1543)
  - Quattro ricercari:
    - Ricercar I
    - Ricercar II
    - Ricercar III
    - Ricercar IV

  - Due canzoni:
    - Canzon sopra Il est bel et bon
    - Canzon sopra Faultre d'argent

  - Quattro inni:
    - Christe redemptor omnium
    - Ad coenam agni providi
    - Lucis creator optime
    - Ave maris stella

  - Due Magnificat:
    - Magnificat primi toni
    - Magnificat octavi toni
- Intabulatura d'organo, cioe misse, himni, magnificat [...] libro secondo (Venezia c.1543-1549)
  - Tre messe:
    - Missa Apostolorum
    - Missa Dominicalis
    - Missa de Beata Virgine

  - Otto inni:
    - Veni creator Spiritus
    - Pange lingua gloriosi
    - Exsultet coelum laudibus
    - Iste confessor
    - Jesu nostra redemptio
    - Jesu corona virginum
    - Deus tuorum militum
    - Hostis Herodis impie

  - Due Magnificat:
    - Magnificat quarti toni
    - Magnificat sexti toni